# Подльодувек
Подльодувек (пол. Podlodówek) — село в Польщі, у гміні Міхів Любартівського повіту Люблінського воєводства.
Населення — 172 особи (2011).

## Демографія
Демографічна структура станом на 31 березня 2011 року:
|          | Загалом | Допрацездатний вік | Працездатний вік | Постпрацездатний вік |
| -------- | ------- | ------------------ | ---------------- | -------------------- |
| Чоловіки | 88      | 22                 | 56               | 10                   |
| Жінки    | 84      | 17                 | 49               | 18                   |
| Разом    | 172     | 39                 | 105              | 28                   |